# Entoloma politum
Entoloma politum là một loài nấm trong họ Entolomataceae. Nó được tìm thấy ở châu Âu và Bắc Mỹ.